# Atlas Arena
La Atlas Arena est une salle omnisports située à Łódź en Pologne. Elle peut accueillir divers événements tels que des conférences, des concerts ou des manifestations sportives (basket-ball, volley-ball, hockey sur glace, athlétisme et autres).
Pour les épreuves sportives, la Atlas Arena a une capacité totale de 12 109 places (10 049 sièges permanents et 2 060 places additionnelles), alors que la capacité maximum peut atteindre 13 740 places pour certains événements tels que les concerts (12 100 sièges et environ 1 640 places debout). De plus, la salle dispose de 11 loges VIP (chacune avec une terrasse).

## Histoire
C'est en 2004 que l'idée de bâtir une nouvelle salle sportive à Łódź est née. La société ATJ Architekci (Jacek Kwieciński, Tomasz Kosma Kwieciński) fut chargée de concevoir le bâtiment, et après diverses modifications dans le design, les travaux débutèrent en janvier 2006. La cérémonie officielle de la mise en chantier eu lieu le 19 janvier 2006.
Après deux années, la construction s'acheva en mai 2009. L'investissement total s'est élevé à environ 286 millions de złoty polonais (~75 millions d'euros).
Le 26 août 2009, la société locale Grupa Atlas acheta les droits de naming de la salle qui se nomme Atlas Arena. L'accord a été signé pour 5 ans avec une valeur de zł5 millions de zloty polonais.

## Évènements
- Ligue mondiale de volley-ball 2009
- Championnat d'Europe de basket-ball 2009
- Championnat d'Europe féminin de volley-ball 2009
- Concert de a-ha (Foot of the Mountain European Tour), 17 novembre 2009
- Concerts de Depeche Mode (Tour of the Universe), 10 et 11 février 2010
- Concert de Iron Maiden (Maiden England Tour), 3 juillet 2013
- Concert de Violetta Live, le 29 mars 2015
- Championnat d'Europe masculin de handball 2016
- Championnat du monde féminin de volley-ball 2022

## Galerie

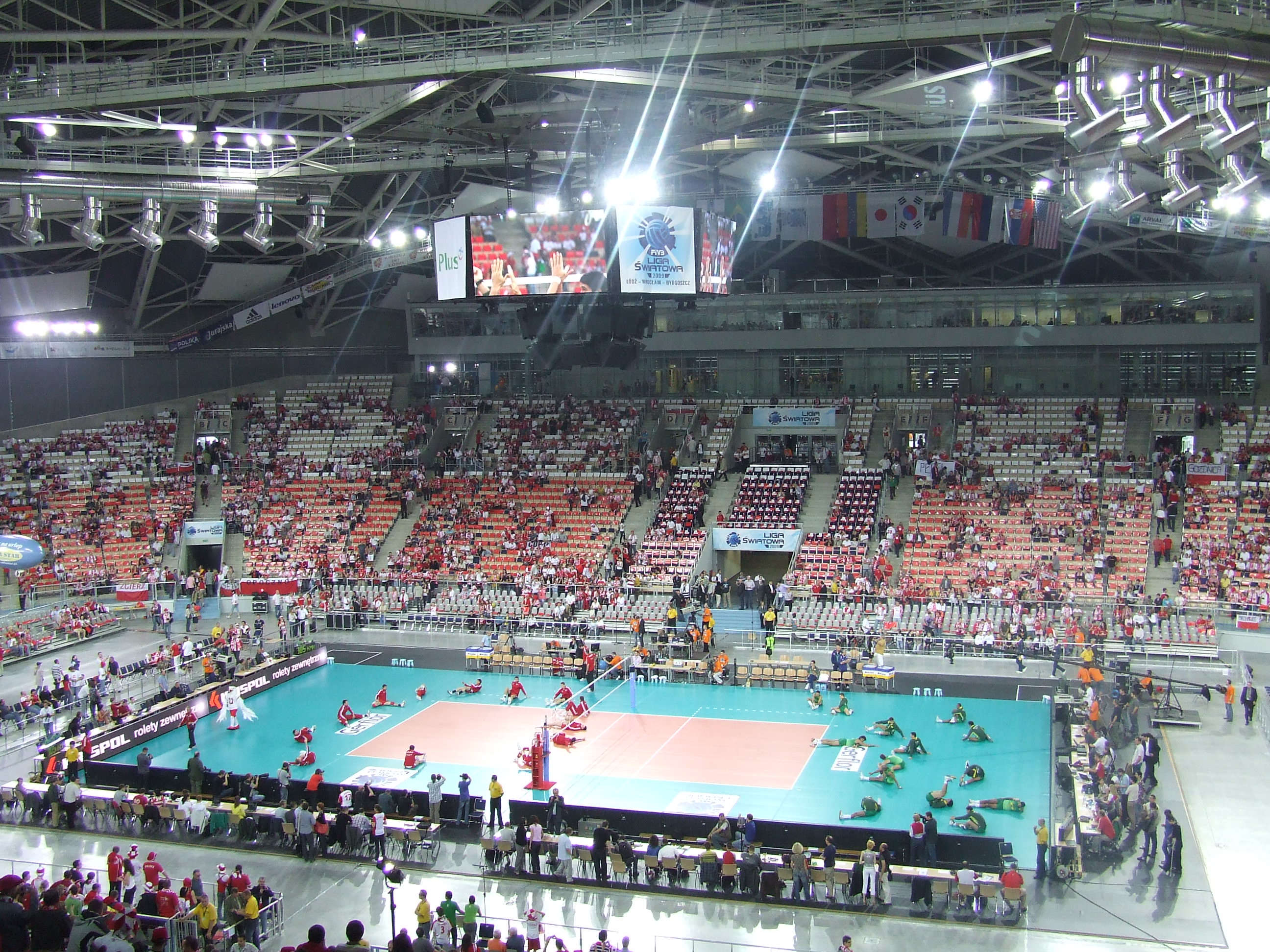
Ligue mondiale de volley-ball 2009
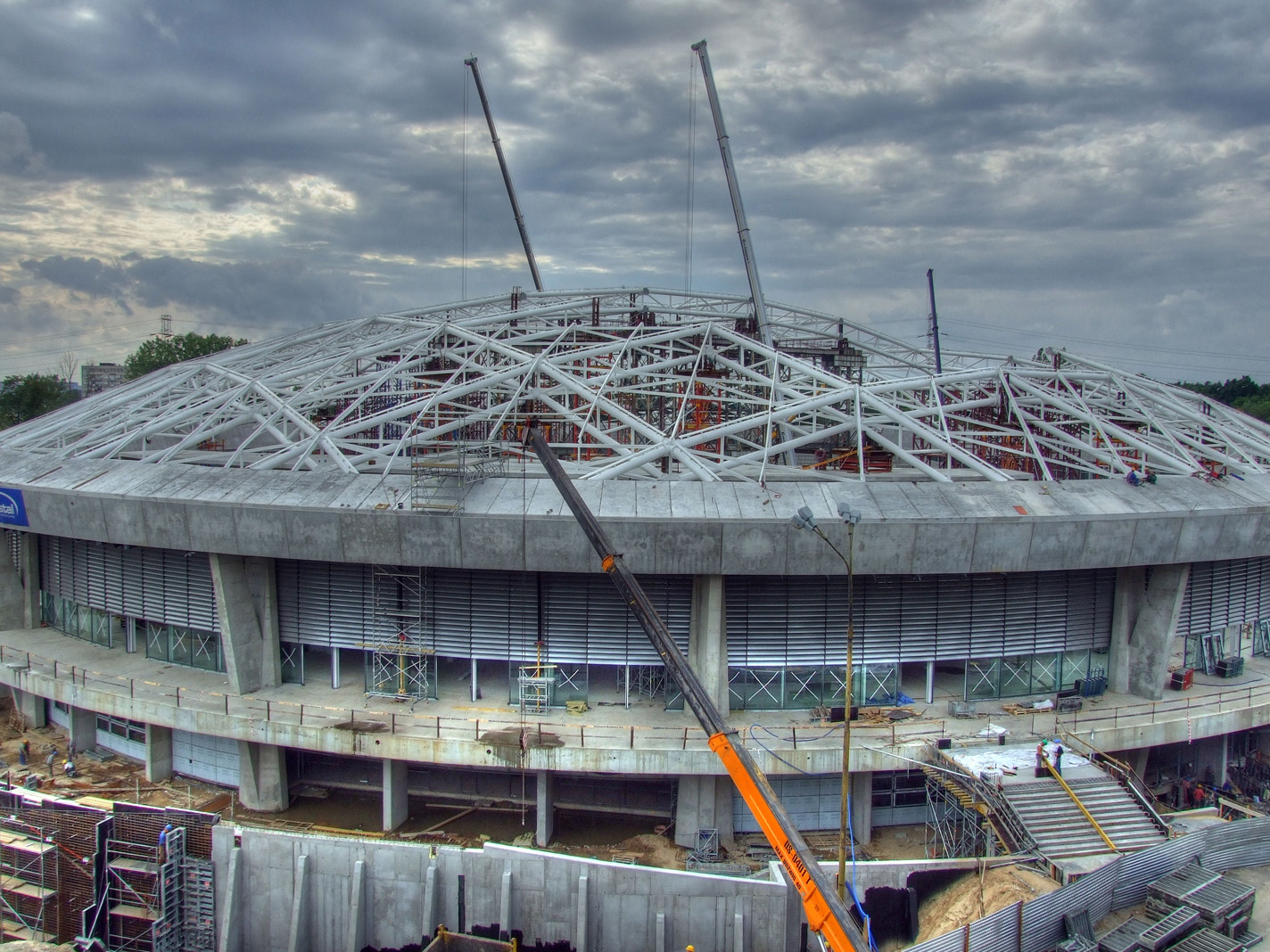
En cours de construction
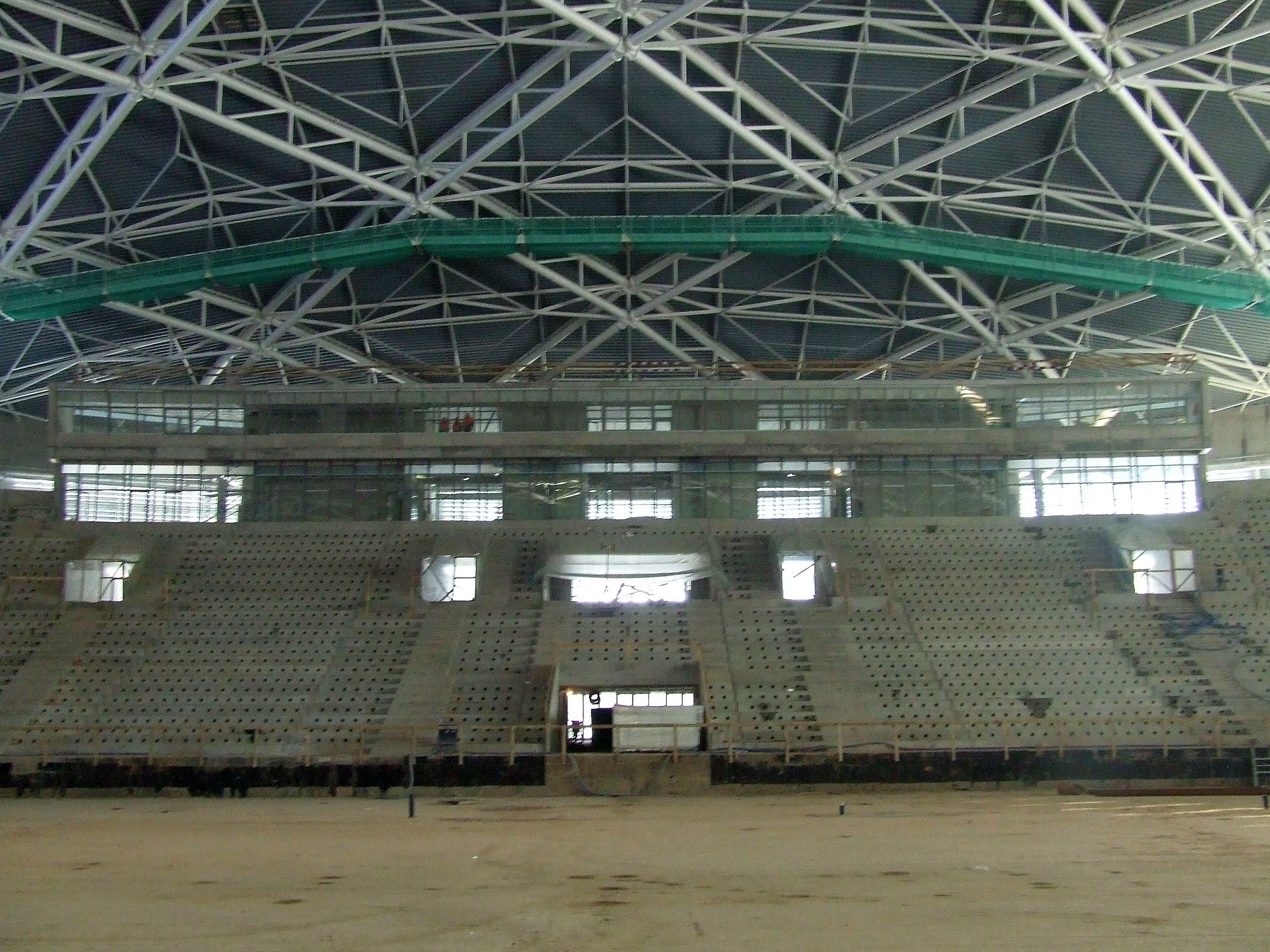
Intérieur en janvier 2009
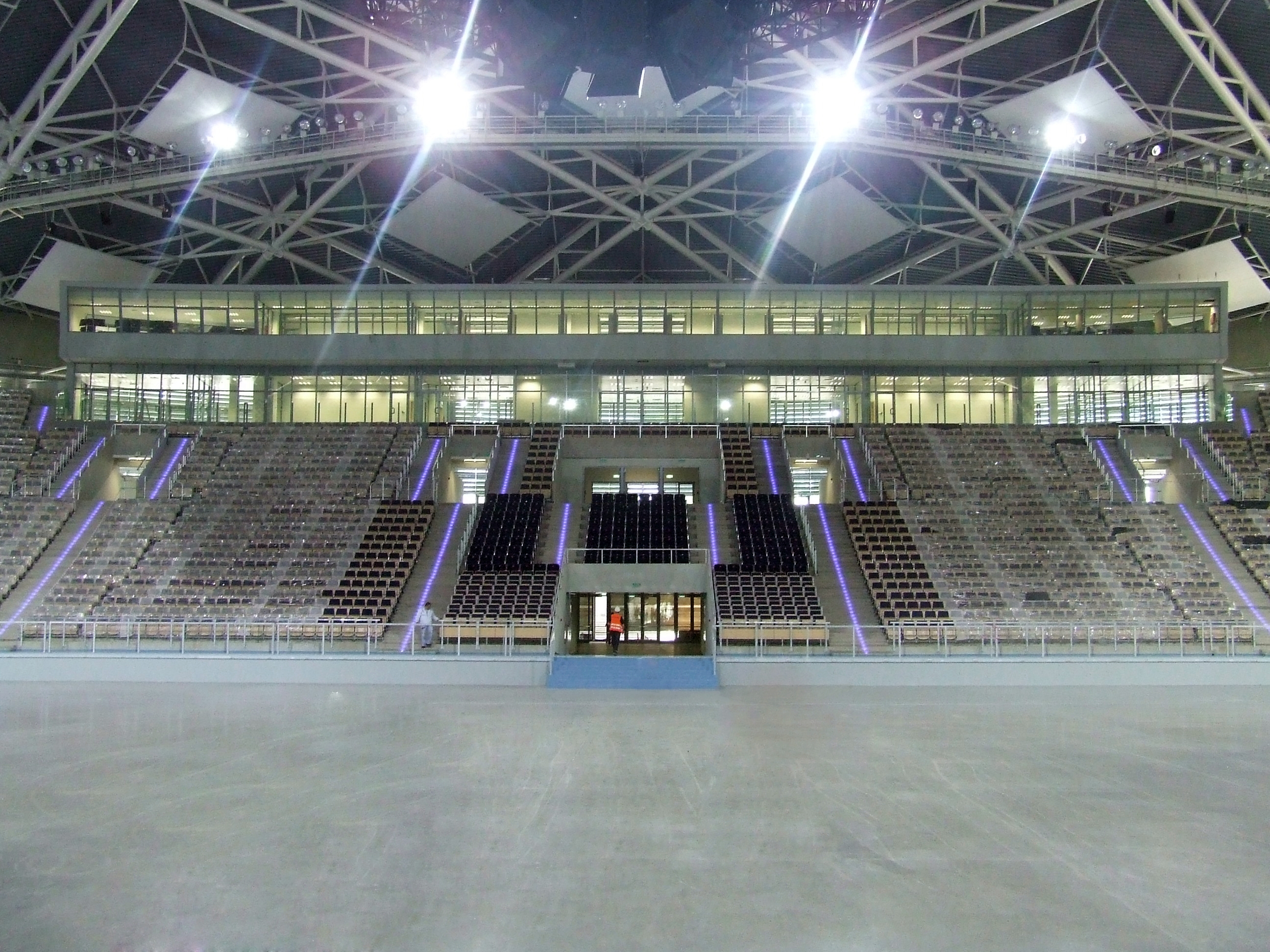
En mai 2009